# Tecuci
Tecuci je město v Rumunsku v župě Galați. Nachází se mezi zalesněnými kopci na pravém břehu řeky Bârlad.

## Obyvatelstvo
| Rok  | Počet obyvatel |
| ---- | -------------- |
| 1900 | 13 401         |
| 1912 | 14 927         |
| 1930 | 17 172         |
| 1948 | 20 292         |
| 1956 | 23 400         |
| 1966 | 28 454         |
| 1977 | 36 143         |
| 1992 | 46 825         |
| 2002 | 42 012         |
| 2011 | 31 045         |

## Historie
Oblast Tecuci byla dějištěm bitvy v roce 1476 mezi moldavským princem Štěpánem III. Velikým a Osmanskou říší, jejímž útokům musel po celou dobu své vlády čelit.

## Ekonomika
Město bylo známo svým potravinářským průmyslem. Konzervovala se zde zelenina, ovoce a maso. Probíhalo i zpracování hořčice.